# 斯氏床杜父魚
斯氏床杜父魚（學名：Myoxocephalus stelleri）為輻鰭魚綱鮋形目杜父魚亞目杜父魚科的其中一種，為溫帶魚類，分布於西北太平洋日本至白令海西部半鹹水、海域，棲息深度0-60公尺，體長可達60公分，棲息在沿岸礁石區水域，生活習性不明，可作為食用魚。

## 扩展阅读
維基物種上的相關：斯氏床杜父魚